# 小紅胸黑翅螢
小紅胸黑翅螢（学名：Luciola satoi）为螢科熠螢屬下的一个种。